# Église Saint-Maurice d'Usson
L’église Saint-Maurice d'Usson est une église romane, remaniée aux XIVe et XVIe siècles, située à Usson (Puy-de-Dôme).

## Localisation
L'église, entourée par le cimetière, est placée dans la partie haute du village, côté nord, sur le flanc ouest de la butte, au contact de l'ancienne enceinte du château.

## Historique
Dès le Xe siècle est attestée à cet endroit une chapelle dédiée à saint Maurice.
La partie la plus ancienne (nef de trois travées, transept et chœur à chevet plat) date du XIIe siècle ; au XIIIe siècle sont ajoutés des bas-côtés. Les chapelles latérales du chœur sont du XIVe siècle. Au XVIe siècle est construite la chapelle de la reine Margot, devenue la sacristie.
L'ancien clocher s'est effondré en 1737.
A la veille de la Révolution, l'église était un prieuré de l'abbaye des Augustins de Saint-Ruf.
Dans la chapelle Saint-Blaise du croisillon nord ont été enterrés des membres de la famille de Matharel.
L'église est inscrite aux Monuments historiques (arrêté du 13 octobre 1962).

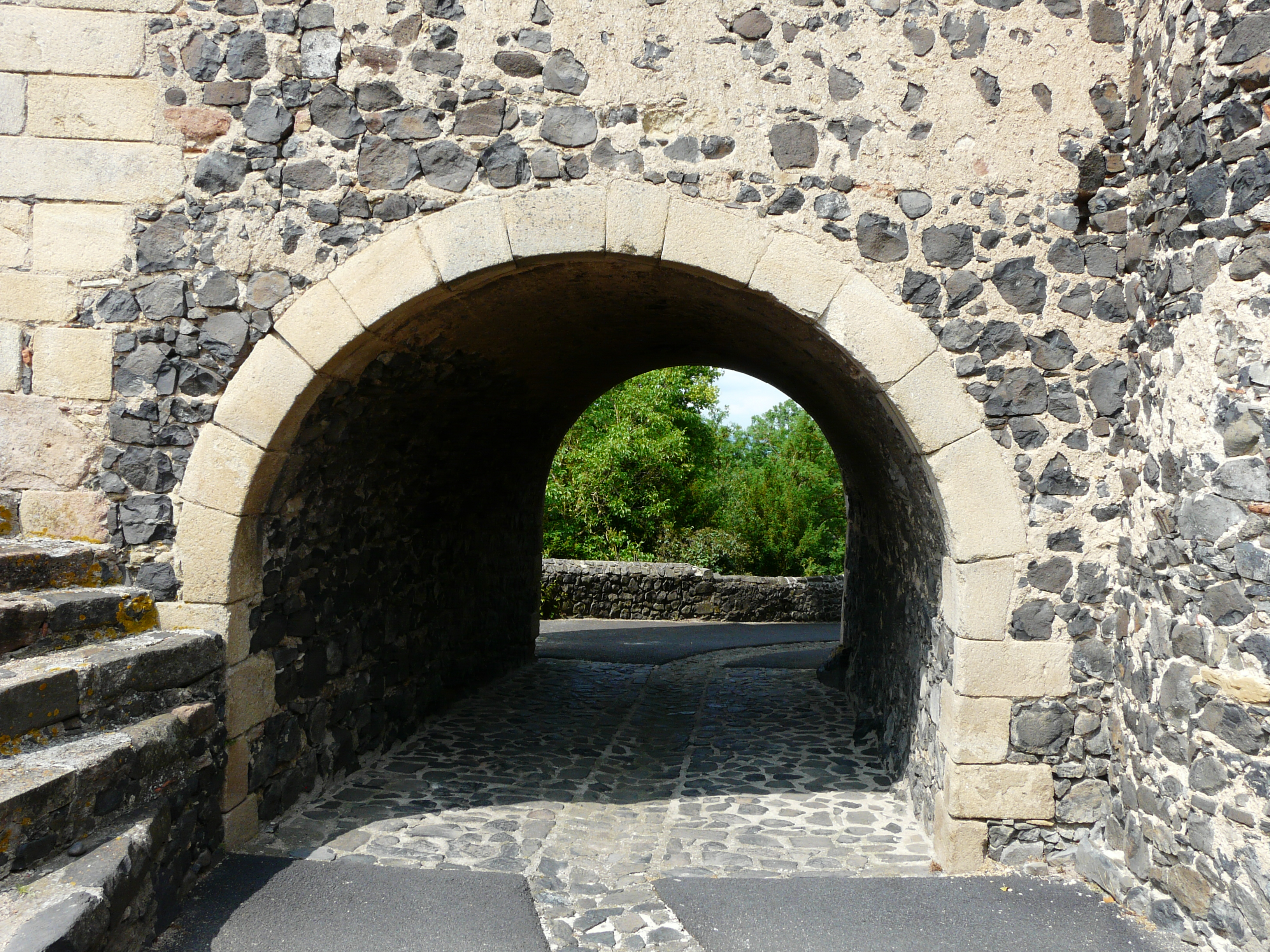
Passage voûté sous le clocher.

## Description
L'église est orientée à l'est.
Du côté sud, le porche est couvert d'une voûte d'ogives, avec des arcs en anse de panier. Il donne accès à la porte en arc brisé.
Le clocher effondré a été remplacé par le clocher actuel, de section carrée avec toiture à quatre pans, placé du côté ouest. Une ruelle passe sous le clocher, puis longe le mur du cimetière.

### Mobilier
Le mobilier de l'église est d'une grande richesse, avec plusieurs objets classés.
- Tabernacle (1620[4]) représentant sur les volets la reine Margot en sainte Radegonde, aux côtés d'Henri IV[5].
- Plusieurs tableaux :
  - une Crucifixion (1518) de Nicolas Manuel Deutsch. Toile marouflée sur bois. Le tableau a été volé en février 1977 puis recouvré et remis en place quelques mois plus tard. Classé au titre objet en 1902[6].
  - une Résurrection de Lazare[7], peinture sur bois, classée au titre objet (vers 1470). Le commanditaire est sans doute Louis de Bourbon-Roussillon (1450-1487), bâtard légitimé de Bourbon, qui était seigneur d'Usson.
- Statue équestre de saint Maurice en bois polychrome[8] (XVIe siècle). Classée au titre objet en 1967.
- Autre statue équestre de saint Maurice en bois polychrome[9] (premier quart du XVIIe siècle). Classée au titre objet.
- Statue d'évêque assis en bois polychrome[10] (XVIe siècle). Classée au titre objet en 1967.